# Gérard Hausser
Gérard Hausser, (Estrasburgo, 18 de março de 1939), é um ex-futebolista francês. Ele competiu na Copa do Mundo FIFA de 1966, sediada na Inglaterra, na qual a seleção de seu país terminou na 13º colocação dentre os 16 participantes.